# Гвам на Светском првенству у атлетици у дворани 2014.
Гвам је учествовао на Светском првенству у атлетици у дворани 2014. одржаном у Сопоту од 7. до 9. марта шести пут. Репрезентацију Гвама представљао је један атлетичар, који се такмичио у трци на 60 метара препоне.,
На овом првенству Гвам није освојио ниједну медаљу. Није било нових националних, личних и рекорда сезоне.

## Учесници
Мушкарци:
- Michael Herreros — 60 м препоне

## Резултати

### Мушкарци
| Атлетичар        | Дисциплина   | Лични рекорд | Квалификација                   | Квалификација                   | Полуфинале           | Полуфинале           | Финале               | Финале               | Детаљи |
| Атлетичар        | Дисциплина   | Лични рекорд | Резултат                        | Место                           | Резултат             | Место                | Резултат             | Место                | Детаљи |
| ---------------- | ------------ | ------------ | ------------------------------- | ------------------------------- | -------------------- | -------------------- | -------------------- | -------------------- | ------ |
| Michael Herreros | 60 м препоне |              | Дисквалификован по чл. 168,7(a) | Дисквалификован по чл. 168,7(a) | Није се квалификовао | Није се квалификовао | Није се квалификовао | Није се квалификовао |        |